# 弗雷奈勒隆
弗雷奈勒隆（法語：Fresnay-le-Long，法語發音：[fʁɛnɛ lə lɔ̃]）是法国滨海塞纳省的一个市镇，属于迪耶普区。

## 地理
弗雷奈勒隆（49°38'55"N, 1°5'47"E）面积5.22 平方千米，位于法国诺曼底大区滨海塞纳省，该省份为法国北部沿海省份，其西部及北部濒大西洋英吉利海峡，东起顺时针与索姆省、瓦兹省、厄尔省和卡爾瓦多斯省接壤。
与弗雷奈勒隆接壤的市镇（或旧市镇、城区）包括：埃坦皮、圣马克卢-德福勒维尔、圣维克托拉拜、瓦尔讷维尔-布雷特维尔。
弗雷奈勒隆的时区为UTC+01:00、UTC+02:00（夏令时）。

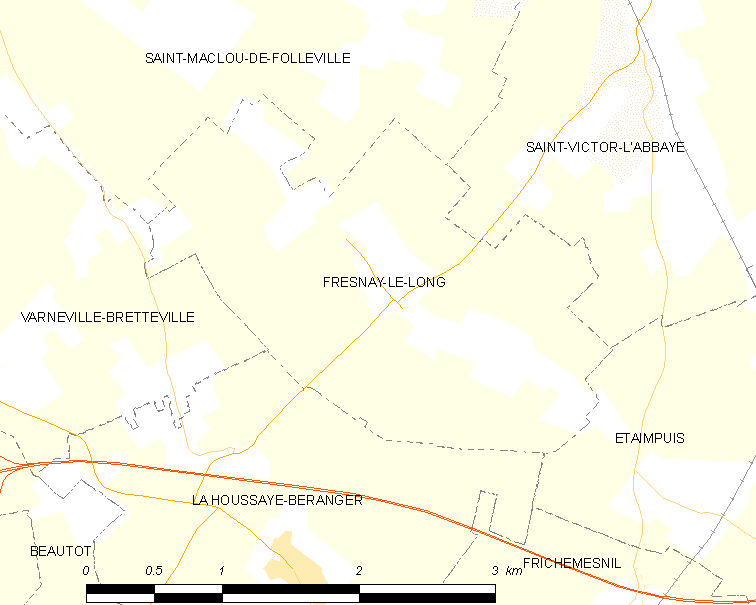
弗雷奈勒隆的OSM定位图

## 行政
弗雷奈勒隆的邮政编码为76850，INSEE市镇编码为76284。

## 政治
弗雷奈勒隆所属的省级选区为吕讷赖县。

## 人口

1962-2008年间弗雷奈勒隆人口变化图示

弗雷奈勒隆于2022年1月1日时的人口数量为333人。